# Carl Friedrich Claus
Carl Friedrich Claus (* 9. November 1827 in Kassel; † 29. August 1900 in London) war ein deutscher Chemiker.

## Leben
Die Eltern waren Christian Claus und seine Ehefrau Elise, geborene Schantz. Claus wurde 1827 in Kassel geboren, wuchs in Kassel, Schmalkalden und Marburg auf, studierte ab 1846 in Marburg Chemie, emigrierte 1852 nach England und arbeitete unter anderem in Liverpool und London teils als angestellter, teils als freischaffender Chemiker. Das Claus-Verfahren zur industriellen Herstellung von Schwefel aus Schwefelwasserstoff wurde 1883 von ihm patentiert. Ursprünglich wurde es zur Rückgewinnung von Schwefel aus Calciumsulfid bei der Natriumcarbonat-Produktion aus Pflanzen verwendet und fand später vielfache Anwendung zum Beispiel bei der Entschwefelung von Erdgas und Erdöl. Er starb im Jahre 1900 in London als wohlhabender Geschäftsmann.